# فانا نورتو
فانا نورتو (بالإنجليزية: Vana-Nurtu)‏ هي قرية تقع في إستونيا في دائرة ماريما.